# Esztergom régészeti területeinek listája
Ez a lista az Esztergom közigazgatási területén található régészeti területeket tartalmazza, ahogy azok Komárom-Esztergom megye 2005-ös területrendezési tervében szerepelnek. Az eredeti dokumentummal ellentétben az utcanevek a rendszerváltás utáni elnevezésükkel szerepelnek a listán.

## Országos jelentőségű régészeti területek

### Várhegy
| Lelőhely jelleg                                  | Lelőhely kor              |
| ------------------------------------------------ | ------------------------- |
| Várfalak                                         | Árpád-kor, Késő középkor  |
| Budai torony                                     | Késő középkor             |
| Keleti rondella                                  | Késő középkor             |
| Északi rondella                                  | Késő középkor             |
| Alsó bástya - kiskapu                            | Késő középkor             |
| Várkapu                                          | Késő középkor             |
| Nagy torony                                      | Késő középkor             |
| Keleti védművek                                  | Késő középkor             |
| Alagutak                                         | Késő középkor             |
| Fejedelmi palota                                 | Árpád-kor, Késő középkor  |
| Szent István protomártír- templom és -prépostság | Árpád-kor - Késő középkor |
| Királyi, majd Érseki palota                      | Árpád-kor - Késő középkor |
| Szent-Adalbert templom                           | Árpád-kor - Késő középkor |
| Árpád-kori érseki palota                         | Árpád-kor – Késő középkor |
| Káptalanház-monostor                             | Árpád-kor – Késő középkor |
| Préposti ház                                     | Árpád-kor - Késő középkor |
| Vitéz János függőkertje                          | Késő középkor             |
| Vízellátás                                       | Árpád-kor - Késő középkor |

### Víziváros
| Lelőhely jelleg | Lelőhely kor |
| --------------- | ------------ |
| Telep           | Őskor        |
| Villa           | Római kor    |

### Középkori Víziváros
| Lelőhely jelleg                            | Lelőhely kor                  |
| ------------------------------------------ | ----------------------------- |
| Városfalak                                 | Árpád-kor (?) – Késő középkor |
| Veprech-torony                             | Árpád-kor - Késő középkor     |
| Révkapu                                    | Késő középkor                 |
| Budai kapu                                 | Késő középkor                 |
| Postakapu                                  | Késő középkor                 |
| Budai kapu rondella                        | Késő középkor                 |
| Hévízfürdő tornya                          | Késő középkor                 |
| Hévízi erőd                                | Késő középkor                 |
| Ferences-rondella                          | Késő középkor                 |
| Révkapu-rondella                           | Késő középkor                 |
| Jezsuita-bástya                            | Késő középkor                 |
| Kis bástya                                 | Késő középkor                 |
| Vízemelő gép, középkori vízmű              | Árpád-kor – Késő középkor     |
| Török-híd                                  | Késő középkor                 |
| Alagút                                     | Késő középkor                 |
| Szent László-templom                       | Árpád-kor (?) – Késő középkor |
| Plébániatemplom                            | Középkor                      |
| Vízivárosi plébánia                        | Késő középkor                 |
| Rusztem pasa fürdője                       | Árpád-kor – Késő középkor     |
| Kis fürdő                                  | Késő középkor                 |
| Malom-fürdő                                | Késő középkor (?)             |
| Közép- és török kori házak, falmaradványok | Árpád-kor – Késő középkor     |

### Királyi város
| Lelőhely jelleg | Lelőhely kor  |
| --------------- | ------------- |
| Telep           | Késő bronzkor |
| Telep           | Róma kor      |
| Raktárlelet     | Karoling-kor  |

### Középkori királyi város
| Lelőhely jelleg                   | Lelőhely kor                  |
| --------------------------------- | ----------------------------- |
| Városfalak                        | Árpád-kor – Késő középkor     |
| Lőrinci-kapu                      | Árpád-kor – Késő középkor     |
| Budai-kapu                        | Árpád-kor – Késő középkor     |
| Szent Pál-kapu                    | Árpád-kor – Késő középkor     |
| Dunai-kapu                        | Árpád-kor (?) – Késő középkor |
| Északi rondella                   | Késő középkor                 |
| Keleti rondella                   | Késő középkor                 |
| Déli rondella                     | Késő középkor                 |
| Nyugati- vagy Dunai-kapu rondella | Késő középkor                 |
| Szent Lőrinc-templom              | Árpád-kor – Késő középkor     |
| Szent Miklós-templom              | Árpád-kor – Késő középkor     |
| Szent Péter-templom               | Árpád-kor – Késő középkor     |
| Ferences templom és kolostor      | Árpád-kor – Késő középkor     |
| Szent Jakab-templom               | Késő középkor                 |

### Egyéb helyen
| Lelőhely név                               | Lelőhely jelleg                            | Lelőhely kor                      |
| ------------------------------------------ | ------------------------------------------ | --------------------------------- |
| Árok u. 15-23.                             | Templom                                    | Késő középkor                     |
| Kossuth Lajos u. 73.                       | Templom                                    | Késő középkor                     |
| Kossuth Lajos u. 73.                       | Szent Kereszt-templom                      | Árpád-kor – Késő középkor         |
| Simor János u. 79-81.                      | Templom                                    | Középkor                          |
| Kossuth L. u. 42-44. Simor János u. 45-47. | Templom                                    | Középkor                          |
| Kossuth L. u. 37-47. Mikszáth K. u. 10-20. | Templom                                    | Középkor                          |
| Kossuth L. u. 37-47. Mikszáth K. u. 10-20. | Török fürdő                                | Késő középkor                     |
| Középkori királyi város                    | Közép- és török kori házak, falmaradványok | Árpád-kor – Késő középkor         |
| Kovácsi                                    | Telep                                      | őskor, Római kor, Honfoglalás kor |
| Kovácsi                                    | Telep, kemence                             | Honfoglaláskor – Árpád-kor        |
| Kovácsi                                    | Templom                                    | Középkor                          |
| Szentkirály III.                           | Templom                                    | Árpád-kor – Késő középkor         |
| Szentgyörgymező-Dunapart                   | Telep                                      | Népvándorlás kor                  |

## Térségi jelentőségű régészeti területek
| Lelőhely név          | Lelőhely jelleg          | Lelőhely kor                         |
| --------------------- | ------------------------ | ------------------------------------ |
| Kisléva               | Telep                    | Római kor, Középkor                  |
| Szenttamáshegy        | Templom, ház             | Árpád-kor – Késő középkor            |
| Hévíz                 | Telep                    | Középkor                             |
| Örmény                | szórványlelet, telep     | őskor, Római kor                     |
| Szentanna             | Telep, kolostor, templom | Római kor, Árpád-kor - Késő középkor |
| Domonkos kolostor     | kolostor                 | Árpád-kor - Késő középkor            |
| Újfalu                | Telep                    | Árpád-kor - Késő középkor            |
| Csúti monostor faluja | Telep, templom           | Árpád-kor - Késő középkor            |
| Sziget                | Telep                    | Római kor                            |
| Kenderföldek          | temető                   | Árpád-kor (?) – Késő középkor        |
| Szentpál              | Telep                    | Bronzkor, Késő avar kor,             |
| Szentpál              | Templom, temető          | Árpád-kor – Késő középkor            |
| Gyepmester-ház        | Telep                    | őskor                                |
| Gyepmester-ház        | Templom, temető          | Árpád-kor – Késő középkor            |
| Szentistván           | Templom, sírok           | Árpád-kor – Késő középkor            |
| Szentkirály I.        | Telep, sánc              | Árpád-kor – Késő középkor            |
| Szentkirály II.       | leletek                  | Avar kor                             |
| Szentkirály II.       | Templom                  | Árpád-kor                            |
| Nyáros-sziget         | földvár                  | Késő középkor                        |
| Zsidód                | Telep                    | Árpád-kor – Késő középkor            |
| Zsidód II.            | Templom, temető          | Árpád-kor – Késő középkor            |
| Borzhegy              | Telep                    | Bronzkor                             |
| Borzhegy II.          | Templom, földvár         | Késő középkor                        |
| Orbán-kápolna         | Telep                    | Árpád-kor                            |
| Sípolóhegy            | földvár                  | Késő középkor                        |
| Holop-kút             | Telep                    | Árpád-kor – Késő középkor            |
| Basa utca             | sírok                    | Késő középkor                        |
| Vár utca, Béke tér    | urnasír                  | Bronzkor                             |
| Béke tér              | temető                   | Róma kor                             |
| Szentgyörgymező       | Telep                    | Késő bronzkor                        |
| Szentgyörgymező       | temető                   | Római kor                            |
| Szentgyörgymező II.   | Templom                  | Árpád-kor – Késő középkor            |
| Hideglelős-kereszt    | Tábor                    | Római kor                            |
| Ákospalota            | Templom                  | Árpád-kor                            |
| Ákospalotája          | Telep                    | Árpád-kor - Késő középkor            |
| Helemba-sziget        | Templom, ház             | Árpád-kor - Késő középkor            |

### Pilisszentlélek
| Lelőhely név   | Lelőhely jelleg | Lelőhely kor |
| -------------- | --------------- | ------------ |
| Kolostorrom    | Kolostor        | Középkor     |
| Legény-barlang | Barlanglelet    | Őskor        |
| Leány-barlang  | Barlanglelet    | Őskor        |
| Bivak-barlang  | Barlanglelet    | Őskor        |